# ۳-هیدروکسی‌بنزآلدهید
۳-هیدروکسی‌بنزآلدهید (به انگلیسی: 3-Hydroxybenzaldehyde) یک ترکیب شیمیایی با شناسه پاب‌کم ۱۰۱ است. شکل ظاهری این ترکیب، بلورهای برنزه‌ای رنگ روشن است.